# Evaza formosana
Evaza formosana är en tvåvingeart som beskrevs av Kertesz 1914. Evaza formosana ingår i släktet Evaza och familjen vapenflugor.
Artens utbredningsområde är Taiwan. Inga underarter finns listade i Catalogue of Life.